# Neuroendocrinology
Neuroendocrinology ist eine wissenschaftliche Fachzeitschrift, die vom Karger-Verlag veröffentlicht wird. Die Zeitschrift ist ein offizielles Publikationsorgan folgender drei Gesellschaften:
- International Neuroendocrine Federation
- European Neuroendocrine Association
- European Neuroendocrine Tumor Society

Sie erscheint mit acht Ausgaben im Jahr. Es werden Arbeiten veröffentlicht, die sich mit dem Gebiet der Neuroendokrinologie beschäftigen.
Der Impact Factor lag im Jahr 2014 bei 4,373. Nach der Statistik des ISI Web of Knowledge wird das Journal mit diesem Impact Factor in der Kategorie Endokrinologie und Metabolismus an 31. Stelle von 128 Zeitschriften und in der Kategorie Neurowissenschaften an 51. Stelle von 252 Zeitschriften geführt.